# Подколино (Одесская область)
Подколино — село, хутор Подколин, Херсонская губерния, Тираспольский уезд, Горьевская/Гофнунгстальская волость — Одесская область, Цебриковский/Великомихайловский район.

## История
После Русско-турецкой войны 1787—1791 гг. по Ясскому мирному договору к Российской империи перешли земли в том числе и между Днестром и Южным Бугом.
Перед правительством России стояла проблема заселения этих земель. Она предполагалась решаться двумя способами;
1) передача пустующих земель в собственность помещикам;
2) разрешение переселяться на эти земли казакам, колонистам и беглым крестьянам.
Земли, где возник населенный пункт Подколино (хутор Подколин), были пожалованы Ф. И. Сандерсу (1792) и 1803 по купчей переданы дворянину Павлу Брашевану (он основал село Брашевановку).
Первое упоминание о хуторе Подколин восходит к обозначению на трехверстовой карте Ф. Ф. Шуберта, начавшему свои съёмки уже в 1846 г. Таким образом, хутор уже существовал к этому году.
На карте обозначено наличие мельницы и зернохранилища, а также 6 дворов жителей.
1865 году рядом с хутором проходит железная дорога, таким образом делая использование земель вокруг более экономически выгодным и привлекает немецких колонистов, что впоследствии приводит к возникновению немецких хуторов Байтельсбахера, Паидэльшпак и Сутера
1902 хутор Паидэльшпак (Полишпаково) был присоединен к Подколино. Возможно, это связано с увеличением количества украинцев и вытеснение из хутора немцев.
В 1907 г Подколин состоит из 25 дворов, 132 жителей, 63 мужчин и 69 женщин, этнически все украинцы. По-прежнему в селе была мельница, зернохранилище три ставка и колодцы.
Все православные были прихожанами Брашувановской Покровской церкви (построенной в 1807 году).
Юридические взаимоотношения с помещиком строились на оплате десятины от урожая. Земля находилась в аренде.
Жители Подколино участвовали в Первой мировой войне. Во время войны происходило переименование многих хуторов Байтельсбахера — Лютеранский хутор; Подколино — Петровское и Паидэльшпак — Полишпаково. Но, судя по карте Одесского края 1920, эти названия не прижились.
После начала гражданской войны в Одесской области вспыхнуло немецкое восстание 1919 г., также доходящее до Цебриково и Мигаево, что не могло не коснуться Подколино и других близлежащих хуторов.
Когда в 1923 г. образовалась Одесская область, Подколино в составе Цебриковского района стало сельсоветом. Туда вошли Козаково, Байтельсбахера и Сутера. Но политика властей была направлена на то, чтобы вытеснять этнических немцев в Казахстан и на Дальний Восток и с 1924 начинают переселять жителей Киевской, Подольской и Волынской областей. В Петровское — 17 семей или 74 человека, Козаково, 51 семья, 222 человека и Наливайко, 42 семьи, 222 человека. Возможно, это последствия немецкого восстания 1919 г. и голода 1923 г.
1964 г. — Петровское получает статус сельсовета и к нему присоединяется Подколино.
2016 — в процессе декоммунизации Петровское переименовано в Полишпакова.

## Декоммунизация
Ранее на сайте Верховной рады было зафиксировано, что Полишпаково возникло 1900 г., затем переименовано в Подколино 1902 г. И затем в 1916 г. в Петровское.
На основании даже этого утверждения никакого переименования не должно быть, но оно произошло.
Полишпаково существовало несколько лет как хутор немецких колонистов и было присоединено к Подколино в 1902 г. как более к старому поселению.
Местные жители хотят подать в суд по поводу ошибочного переименования.